# 五輪書

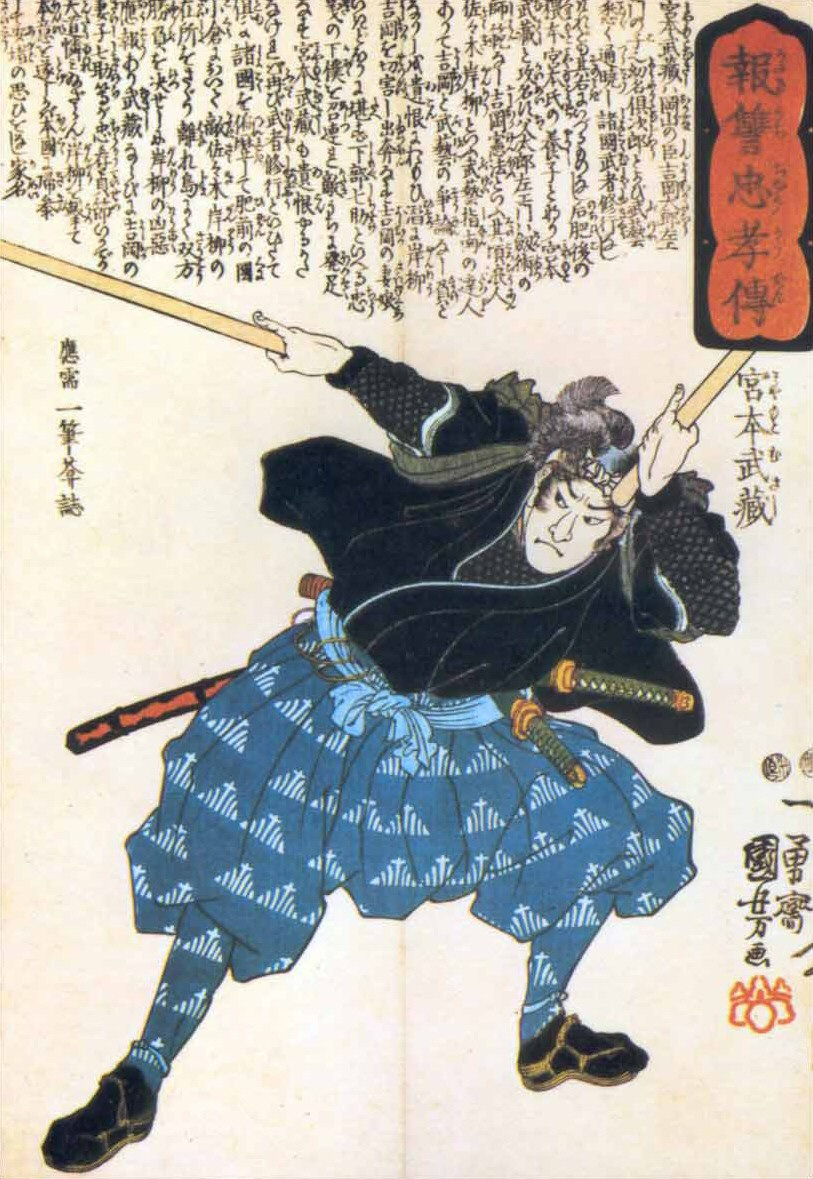
宮本武藏

五輪書（日语：／ Gorin no Sho ?），日本戰國末期武術家宮本武藏所著的一本既為劍法，也為兵法的一本著作。著於寬永20年（1643年）。

## 複寫本爭議
宫本武藏執筆的原著據傳已經因燒燬而散佚，後人複寫版本則是由細川家傳本開始，陸續收錄於楠家舊藏本、九州大學本、丸岡家本、狩野文庫本、以及底本不明的『劍道祕要』書籍中。
然而目前的現存複寫本有相當多的差異，因此亦有宫本武藏死後的弟子創作說。

## 概說
五輪書的書名與架構根基在佛教密宗的五輪（五大）概念。為了更好解釋兵法與劍術各方面的原則，武藏把整書分為「地、水、火、风、空」五卷架構。

### 地之卷
為本書之大綱與導讀解說，武藏亦在本卷初步解釋「二天一流」的兵法意涵。「此卷就如在蒼茫大地上勾勒清晰的路徑」，因此稱為地之卷。
地之卷（学习剑法应有的心理架势）

偏於劍術之利，豈能窺劍術之秘乎？喜兵法者鮮矣。治而不忘亂，國之本也。武士務必文武皆精，始稱合乎「武士之道」。武士應視死如歸，而後始稱武士也。兼具萬事之用，始有劍法實際之用。賣弄似懂非懂的劍技，無異自掘墳墓。人之維生有四路：士、農、工、商。劍法有如木匠之技藝，兩者至為相似。觀其人而善於使用，則手腕盡展矣！木匠之用具，務必恆保其利，時時磨快、擦亮為要。既有雙刀何不用雙刀？武器盡出，勝算大矣。以「二天一」劍法而言，敵一人與萬人其理雷同。所知至多，以此磨練、闢新境。隨身之武器，理應長處盡展。諸般武藝皆有特定之拍節，習我劍法者，不可違也。
```
一：邪惡之心不可有。
二：務必鍛其身，盡展能力。
三：務必戒除修練之障礙。
四：務必體認千行百業之要諦。
五：務必認清物事之得失。
六：務必具有眼力、鑑別力。
七：務必敏察防範視界外之敵人。
八：莫做無謂、無用之事。
```

### 水之卷
詳細記載二天一流的心法，持太刀的方法、姿勢與架式、以及刀法之技巧。「學習兵法應如水一般靈活變化，觸類旁通」，故題水之卷。

### 火之卷
「不論是個人對個人，還是兩軍之間的交鋒，作戰的本質都是一樣的。既不能遺漏微小的細節，亦要對戰場全局有整體了解。」
武藏用火來比喻戰鬥，探討作戰的策略與戰術技巧，為火之卷內容之重心。

### 風之卷
這裡的風，指的是「风格」、「传统」。武藏在此卷雖不指名各家流派，但詳細評述了當時日本各地的流派劍法之思維窠臼與弊病。
「深入了解其他流派，才能更能了解二天一流兵法之真意」，分出哪些是不重要的，哪些是有價值的，為風之卷探討之內涵。

### 空之卷
說明兵法的真諦即為「空」。這裡的空指的是「变化」；在這個境界中，什麼東西都不會永久存續，亦不可知。然而以清澄之心，不懈之精神，以「观」「见」兩眼觀察運行天地之理，看破世間與自身的執迷與偏頗之見。此時方能得到兵法真正的「空明」的境界──有智慧、有理、有道、心中卻空無一物。

## "五輪"與奧運會
1936年讀賣新聞記者川本信正由奥林匹克五环聯想到《五輪書》，便在筆記中將奧運五環稱為“五輪”，次日“五輪”一詞即見諸報端，由此成為奥林匹克运动会在日本的代稱。

## 相關文獻
- 『五輪書』宮本武藏 渡辺 一郎　 岩波文庫　岩波書店　ISBN 4003300211
  - 底本　細川家本
- 『劍道祕要』宮本武藏　三橋鑑一郎　註　体育とスポーツ出版社　2002年　ISBN 4-88458-132-6
  - 五輪之書『劍道祕要』附録 武藏實傳二天記　武德誌発行所　明治42年9月(1909年)　鹿屋体育大学附属図書館の校訂
- 『定本五輪書』宮本武藏　魚住孝至　校注　新人物往来社　ISBN 4-404-03238-2
  - 底本參照　細川家本　楠家舊蔵本、九州大學本、丸岡家本、狩野文庫本
- 『決定版五輪書現代語訳』 宮本武蔵　大倉隆二　訳・校訂 草思社　ISBN 4-7942-1306-9
  - 九州大学所藏本。福岡藩家老　吉田家。
- 『決定版　宮本武藏全書』松延市次訳・校訂、松井健二監修　弓立社　ISBN 4896673018
  - 楠家本
- 『校本五輪書』編者・松延市次（第一分冊　諸本一覧　2001年）（第二分冊　索引編・付ロシア語版『五輪の書』　2003年）（第三分冊　資料編　2001年）自家版